# Натрона (округ)
Округ Натрона (англ. Natrona County) — округ, расположенный в штате Вайоминг (США) с населением в 66 533 человек по статистическим данным переписи 2000 года.
Столица округа находится в городе Каспер.

## История
Первые поселенцы на территории будущего округа появились в конце 1800 года. Сам округ Натрона был образован в 1888 году.

## География
По данным Бюро переписи населения США округ Натрона имеет общую площадь в 13 924 квадратных километров, из которых 13 831 кв. километр занимает земля и 93 кв. километра — вода. Площадь водных ресурсов округа составляет 0,67 % от всей его площади.

### Соседние округа
- Джонсон — север
- Конверс — восток
- Карбон — юг
- Фримонт — запад
- Уошаки — северо-запад

### Охраняемые природные территории
- Национальный заповедник Медисин-Боу (часть)
- Национальный резерват Патфайндер (часть)

### Географические достопримечательности
- Гора Каспер
- Хелс-Хаф-Акр («Адские пол-акра»)
- Девилс-Гейт («Дьявольские врата»)
- Индепенденс-Рок

## Демография
По данным переписи населения 2000 года в округе Натрона проживало 66 533 человека, 17 754 семьи, насчитывалось 26 819 домашних хозяйств и 29 882 жилой дом. Средняя плотность населения составляла 5 человек на один квадратный километр. Расовый состав округа по данным переписи распределился следующим образом: 94,15 % белых, 0,76 % чёрных или афроамериканцев, 1,03 % коренных американцев, 0,42 % азиатов, 0,04 % выходцев с тихоокеанских островов, 1,68 % смешанных рас, 1,92 % — других народностей. Испано- и латиноамериканцы составили 4,90 % от всех жителей округа.
Из 26 819 домашних хозяйств в 32,20 % — воспитывали детей в возрасте до 18 лет, 51,40 % представляли собой совместно проживающие супружеские пары, в 10,60 % семей женщины проживали без мужей, 33,80 % не имели семей. 27,50 % от общего числа семей на момент переписи жили самостоятельно, при этом 9,40 % составили одинокие пожилые люди в возрасте 65 лет и старше. Средний размер домашнего хозяйства составил 2,42 человек, а средний размер семьи — 2,95 человек.
Население округа по возрастному диапазону по данным переписи 2000 года распределилось следующим образом: 26,00 % — жители младше 18 лет, 10,10 % — между 18 и 24 годами, 27,90 % — от 25 до 44 лет, 23,30 % — от 45 до 64 лет и 12,70 % — в возрасте 65 лет и старше. Средний возраст жителей округа составил 36 лет. На каждые 100 женщин в округе приходилось 97,70 мужчин, при этом на каждых сто женщин 18 лет и старше приходилось 95,00 мужчин также старше 18 лет.
Средний доход на одно домашнее хозяйство в округе составил 36 619 долларов США, а средний доход на одну семью в округе — 45 575 долларов. При этом мужчины имели средний доход в 33 524 долларов США в год против 21 374 долларов США среднегодового дохода у женщин. Доход на душу населения в округе составил 18 913 долларов США в год. 8,70 % от всего числа семей в округе и 11,80 % от всей численности населения находилось на момент переписи населения за чертой бедности, при этом 16,20 % из них были моложе 18 лет и 7,20 % — в возрасте 65 лет и старше.

## Главные автодороги
- I-25
- US 20
- US 26
- US 87
- WH 220

## Населённые пункты

### Города
- Каспер
- Бар-Нанн
- Эджертон
- Эвансвилл
- Мидуэст
- Милс

### Статистически обособленные местности
| - Алкова - Антелоп-Хилс - Бессемер-Бенд - Брукхерст | - Каспер-Маунтин - Хартрандт - Хома-Хилс - Медоу-Эйкерс | - Маунтин-Вью - Паудер-Ривер - Ред-Бьютт - Виста-Уэст |

### Другие
- Арминто
- Хайленд
- Натрона